# Советский (Тульская область)
Советский — посёлок в Плавском районе Тульской области России.
В рамках административно-территориального устройства входит в Горбачевский сельский округ Плавского района, в рамках организации местного самоуправления включается в Молочно-Дворское сельское поселение.

## География
Расположен в 16 км к юго-западу от города Плавска и в 74 км к юго-западу от центра Тулы.
С запада примыкает железнодорожная станция Горбачёво  на линии Тула — Орёл и одноимённый посёлок станции Горбачёво.
К северо-западу находится центр Горбачевского сельского округа — посёлок Горбачёво.

## Население
| 2002 | 2010 |
| ---- | ---- |
| 459  | ↘398 |

Население — 398 чел. (2010).